# Acta de Independencia de América Central

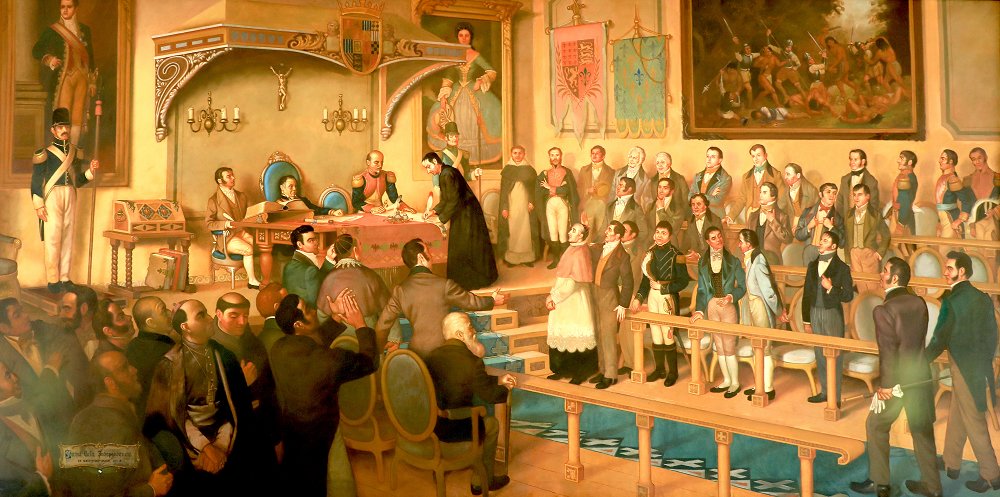
Firma de la Independencia, pintura del pintor chileno Luis Vergara Ahumada, que representa el momento en que el padre José Matías Delgado firma el acta a las 9:35am.

El Acta de Independencia de Centroamérica, también conocida como Acta de Independencia, es el documento legal mediante el cual la Diputación Provincial de la Provincia de Guatemala, proclamó el 15 de septiembre de 1821 la separación de la Monarquía Española, aunque invitando a la vez a las otras provincias del antiguo Reino de Guatemala a enviar diputados para que un congreso decidiera en 1822 sobre si se confirmaba o no la independencia absoluta.

## Promulgación del acta

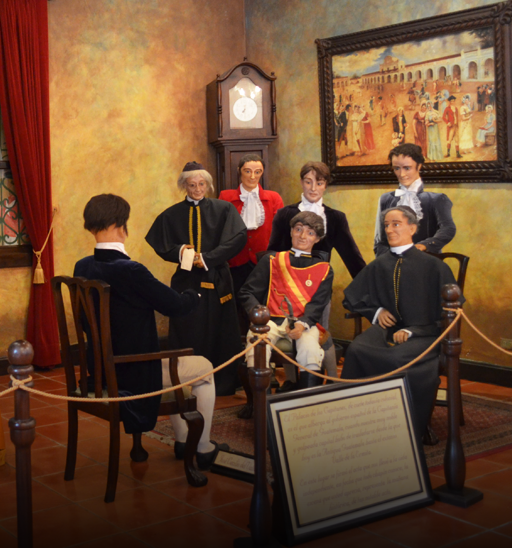
la representación de la firma del acta del 15.sept.1821 en el Parque Xetulul, en Guatemala. Resalta el presbítero salvadoreño Dr. José Matías Delgado y de León, último comisario del Santo Oficio en la Intendencia de San Salvador.

La reunión de la Diputación fue presidida por el Jefe Político Superior Gabino Gaínza y el acta la redactó el célebre intelectual y político hondureño José Cecilio del Valle a los escribanos indígenas Lorenzo Romaña y Domingo Dieguez de acuerdo a la versión del Dr. Orlando Betancourth. La sesión se efectuó en el Palacio Nacional, que estaba ubicado en lo que hoy día se conoce como el Parque Centenario en la Nueva Guatemala de la Asunción. El documento original se conserva en el Archivo General de Centroamérica en dicha ciudad.
La intendencia de San Salvador aceptó con entusiasmo la decisión de la Diputación guatemalteca, cuya acta fue secundada por las Diputaciones Provinciales de Comayagua (28 de septiembre) y de Nicaragua y Costa Rica (11 de octubre). Sin embargo, estas dos últimas provincias se manifestaron reacias a admitir la autoridad de Guatemala.
El 29 de octubre de 1821, el libertador Agustín de Iturbide por medio de su canciller o primer ministro José Manuel de Herrera envió una carta al capitán general de la Junta Provisional Consultiva de América Central, Gabino Gaínza y Fernández de Medrano, cuya junta presidía a los delegados representantes de las provincias de Chiapas, San Salvador, Honduras, Nicaragua y Costa Rica con la propuesta de unirse al Imperio mexicano de acuerdo a las Tres Garantías de los Tratados de Córdoba.
Aunque una de las cláusulas del Acta de Independencia establecía la formación de un congreso para "decidir el punto de Independencia y fijar, en caso de acordarla la forma de gobierno y la ley fundamental que deba elegir", el 2 de enero de 1822, por voto mayoritario de los ayuntamientos de las cinco provincias, con San Salvador como principal oposición a esta decisión y Costa Rica sin llegar a un acuerdo definitorio. De hecho, la entonces provincia de Costa Rica no ratifica su anexión al imperio como consecuencia de la primera guerra civil costarricense (Batalla de Ochomogo), no obstante envió en su representación a la Junta Nacional Constituyente a un diputado, quién posteriormente fue miembro del Consejo de Estado del Emperador Agustín I (Florencio del Castillo). Al abdicar Agustín de Iturbide a la corona mexicana el 19 de marzo de 1823, se da la separación de las provincias, a excepción de Chiapas, la cual se unió a la república mexicana como un estado federado.

## Firmantes

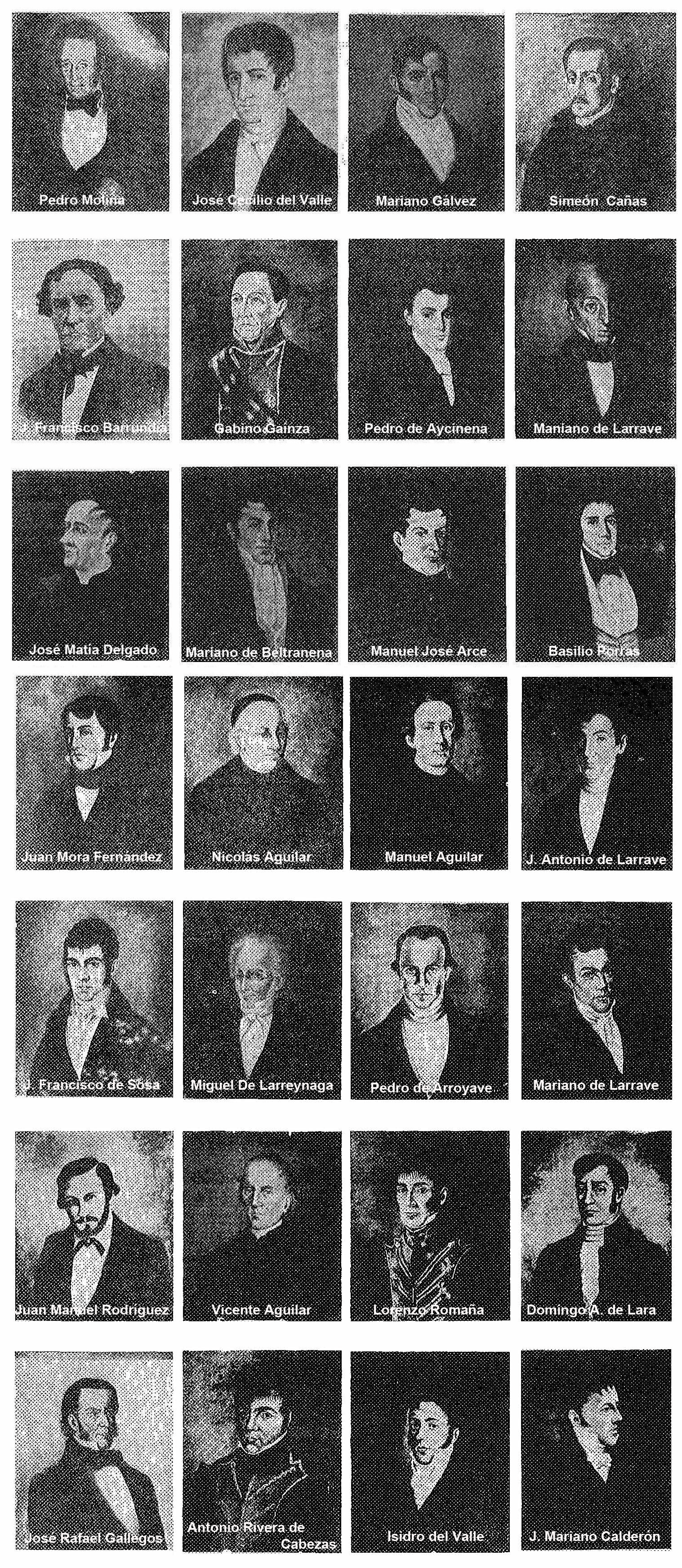
Próceres de la independencia Centroamérica

Invitados a la sesión del sábado 15 de septiembre de 1821 a las 9:35 a. m.:
Audiencia de Guatemala:
1. Brigadier Gabino Gaínza, presidente (*)
2. Francisco de Paula Vilches, oidor regente
3. Lic. José Cecilio del Valle, auditor de guerra
4. José Valdés Guzmán, oidor
5. Miguel Larreynaga, oidor
6. Miguel Moreno, oidor
7. Tomás Antonio O'Horán y Argüello, auditor
8. José Velasco, director de la Renta de Tabaco
9. Antonio María Rivas, contador de la Real Caja
10. Fernando Palomo, contador de Arbitrios
11. Pedro Delgado Nájera, administrador de Correos
12. Juan Bautista Jáuregui, capitán de Ingenieros
13. Lorenzo de Romaña, secretario del Gobierno (*)

Diputación Provincial
1. Mariano Beltranena y Llano (*)
2. José Matías Delgado (*)
3. José Mariano Calderón (*)
4. Manuel Antonio de Molina (*)
5. Antonio Rivera Cabezas (*)
6. José Domingo Diéguez, secretario (*)

Ayuntamiento de la Nueva Guatemala de la Asunción
1. Mariano de Larrave, alcalde Primero (*)
2. Mariano de Aycinena y Piñol, síndico primero (*)
3. Pedro de Arroyave, síndico segundo (*)
4. José Antonio de Larrave, regidor (*)
5. Isidoro del Valle y Castriciones, regidor (*)

Iglesia Católica
1. Ramón Casaus y Torres, arzobispo
2. Antonio García Redondo, deán
3. José María Castilla, provisor y vicario general
4. Francisco Algarín, agustino
5. Luis Escoto, dominico
6. Luis García, mercedario
7. Mariano Pérez de Jesús, recoleto
8. Juan de San Diego, belemita
9. José Antonio Taboada, franciscano
10. Juan José Batres, San Sebastián
11. Enrique de Loma, Candelaria
12. Ángel María Candina, Los Remedios
13. Víctor Castillo, La Merced

Universidad de San Carlos de Guatemala
1. Antonio de Larrazábal y Arrivillaga, rector
2. Serapio Sánchez, claustro
3. Mariano Gálvez, claustro

Consulado de Comercio
1. Francisco de Arrivillaga

Colegio de Abogados y Notarios de Guatemala
1. José Francisco Córdova
2. Santiago Milla

Cuerpos Militares
1. Coronel Javier Barrutia
2. Oficial Mariano de Asturias
3. Oficial José Ignacio Larrazábal
4. Oficial Rafael Montúfar
5. Oficial Domingo Ariza
6. Oficial Félix Lagrava
7. Oficial Francisco Taboada
8. Coronel Manuel Arzú
9. Oficial José Villafañe
10. Sargento de milicias Antonio Arzú

Además de los asistentes oficiales, en la antesala del Real Palacio se encontraban el Tercer Marqués de Aycinena Presbítero Juan José de Aycinena y Piñol, José Francisco Barrundia y Cepeda, Pedro Molina Mazariegos, Basilio Porras y María Dolores Bedoya.  El tesorero, Manuel Vela, los calificaría, poco tiempo después, como una gavilla de hombres comprados.  La concurrencia con sus gritos exigía a los representantes de las distintas instituciones la emancipación política del Reino de Guatemala.
(*) Los trece firmantes originales del acta del 15 de septiembre de 1821.